# Lircay (revista)
Lircay fue el medio de comunicación oficial de la Juventud del Partido Conservador de Chile entre 1934 y 1940. Se distinguió como un espacio de reflexión teórica en torno al socialcristianismo y al corporativismo católico, distanciándose de la línea oficial del conservadurismo nacional. Debe su nombre a la batalla de Lircay de 1830, hito de la guerra civil chilena de 1829-1830 donde los conservadores derrotan al bando liberal y dan inicio a la llamada República Conservadora.

## Historia
El primer número de Lircay apareció el 22 de julio de 1934, como espacio oficial de publicación de textos de la juventud conservadora, por entonces en un proceso de profunda reflexión en torno a las lecciones de la Doctrina social de la Iglesia, y en particular la encíclica Quadragesimo Anno publicada en 1931. A ello se suma una coyuntura internacional de crisis de la democracia liberal, donde diversos proyectos autoritarios católicos aparecen como inspiración a las juventudes católicas americanas, entre los que se cuentan los regímenes de Antonio de Oliveira Salazar en Portugal, Engelbert Dollfuss en Austria y Benito Mussolini en Italia.
En Lircay escribieron figuras como Eduardo Frei Montalva, Bernardo Leighton y Manuel Garretón, apareciendo como un espacio para promover los nuevos liderazgos de la juventud conservadora de la época. También durante parte de este periodo la dirección de la revista fue ocupada por el futuro historiador Mario Góngora, quien también contribuyó como autor de diversos textos de discusión en torno al corporativismo católico. A nivel de contenidos, junto a la reflexión doctrinaria, fue un espacio de fuerte crítica a los postulados de la revista Trabajo del Movimiento Nacional-Socialista, así como en general a las publicaciones de las organizaciones políticas de izquierda. En el plano internacional, mantuvo una activa vinculación con comunicaciones provenientes de las Juventudes de Acción Popular, organización juvenil de la Confederación Española de Derechas Autónomas.
La revista publica su último número el 23 de noviembre de 1940, poco tiempo después de la separación del grupo mayoritario de la Juventud Conservadora del partido, y su conformación como un partido autónomo bajo el nombre de Falange Nacional.

## Publicaciones relacionadas
La revista fue precedida por la Revista de Estudiantes Católicos REC (1931-1933), órgano oficial de la Asociación Nacional de Estudiantes Católicos, así como por la revista Falange (1933-1935), liderada por otros jóvenes católicos que desde 1931 colaboraban en la organización conocida como Liga Social, y que luego contribuirían a la conformación del llamado Partido Corporativo Popular. Este último espacio, además, publicaría entre 1936 y 1937 el Boletín Corporativo Popular, con lineamientos similares.
Luego del fin de Lircay, entre 1943 y 1946 Falange Nacional publicó una nueva revista bajo la denominación Nuestro Tiempo, y desde 1945 se suma además Política y Espíritu, continuada desde 1957 y hasta el año 2006 como revista del Partido Demócrata Cristiano.
Durante la década de 1980 el Partido Demócrata Cristiano volvió a editar una revista de nombre Lircay, aunque con un línea editorial adecuada a los nuevos lineamientos ideológicos del partido, incluyendo la oposición a la dictadura militar de Augusto Pinochet.   